# Esiliiga B 2015
L'Esiliiga B 2015 è stata la 3ª edizione della terza divisione del campionato di calcio estone.
Il campionato è stato vinto dal Maardu FC Starbunker, con cinque giornate di anticipo rispetto alla fine della stagione. È inoltre la prima squadra "titolare" ad imporsi in Esiliiga B.

## Squadre partecipanti
Il Puuma Tallinn è stata l'unica squadra retrocessa dal campionato di Esiliiga. Kalev Tallinn II e Joker Raasiku provengono invece dalla II Liiga. I vuoti lasciati da Paide 2 (che ha rinunciato alla promozione dalla II Liiga) e Lokomotiv Jõhvi (sceso direttamente dalla Meistriliiga alla II Liiga) hanno portato al ripescaggio di Ararat TTÜ e Flora Tallinn III.
| Club               | Città        | Stadio                     | Posizione 2014                              |
| ------------------ | ------------ | -------------------------- | ------------------------------------------- |
| Ararat/TTÜ         | Tallinn      | Sportland Arena            | 8° in Esiliiga B, ripescato dopo i play-out |
| Elva               | Elva         | Stadio Elva                | 6° in Esiliiga B                            |
| Flora Tallinn III  | Tallinn      | Sportland Arena            | 9° in Esiliiga B, ripescato                 |
| HÜJK Emmaste       | Emmaste      | Stadio Männiku (a Tallinn) | 3° in Esiliiga B                            |
| Järve Kohtla-Järve | Kohtla-Järve | Stadio Spordikeskuse K-J   | 7° in Esiliiga B                            |
| Joker Raasiku      | Raasiku      | Stadio Raasiku             | 2º nel girone Nord/Est di II Liiga          |
| Kalev Sillamäe 2   | Sillamäe     | Stadio Kalevi              | 4° in Esiliiga B                            |
| Kalev Tallinn II   | Tallinn      | Kalevi Keskstaadion        | 1º nel girone Sud/Ovest di II Liiga         |
| Maardu             | Maardu       | Stadio Maardu              | 5° in Esiliiga B                            |
| Puuma Tallinn      | Tallinn      | Stadio Wismari             | 10° in Esiliiga                             |

## Classifica finale
|  | Pos. | Squadra             | Pt | G  | V  | N  | P  | GF | GS  | DR  |
|  | ---- | ------------------- | -- | -- | -- | -- | -- | -- | --- | --- |
|  | 1.   | Maardu              | 81 | 36 | 26 | 3  | 7  | 92 | 38  | +54 |
|  | 2.   | Järve Kohtla-Järve  | 72 | 36 | 21 | 9  | 6  | 66 | 29  | +37 |
|  | 3.   | Kalev Sillamäe 2    | 63 | 36 | 19 | 6  | 11 | 73 | 57  | +16 |
|  | 4.   | Elva                | 54 | 36 | 16 | 6  | 14 | 62 | 45  | +17 |
|  | 5.   | Joker Raasiku       | 53 | 36 | 14 | 11 | 11 | 66 | 57  | +9  |
|  | 6.   | Kalev Tallinn II *  | 50 | 36 | 14 | 8  | 14 | 60 | 55  | +5  |
|  | 7.   | HÜJK Emmaste        | 46 | 36 | 13 | 7  | 16 | 56 | 64  | -8  |
|  | 8.   | Puuma Tallinn       | 44 | 36 | 13 | 5  | 18 | 60 | 89  | -29 |
|  | 9.   | Ararat/TTÜ          | 25 | 36 | 6  | 7  | 23 | 51 | 114 | -63 |
|  | 10.  | Flora Tallinn III * | 18 | 36 | 4  | 6  | 26 | 43 | 81  | -38 |

(*)squadra ineleggibile per la promozione.

### Play-off
La sfida play-out prevista tra  Santos Tartu e  Kalev Sillamäe 2 non è stata disputata per la rinuncia della squadra riserve del Kalev, che ha deciso di rimanere in Esiliiga B anche la stagione successiva.

### Play-out
| 15 novembre 2015 | Welco Tartu   | 5 - 0 | Puuma Tallinn | Tartu, Tamme Staadion     |
| 21 novembre 2015 | Puuma Tallinn | 2 - 0 | Welco Tartu   | Tallinn, Wismari Staadion |

Il Puuma Tallinn perde lo spareggio.

## Verdetti
- Maardu e  Järve Kohtla-Järve promossi in Esiliiga 2016.
- Flora Tallinn III inizialmente retrocesso in II Liiga e poi ripescato.
- Ararat/TTÜ retrocesso in II Liiga.
- Puuma Tallinn non iscritto al successivo campionato di II Liiga.
- HÜJK Emmaste cede il proprio titolo sportivo al  Viimsi.